# Шон Коумс
Шон Лав Коумс (енгл. Sean Love Combs; Њујорк, 4. новембар 1969), познат као Puff Daddy, P. Diddy или Diddy, амерички је репер, музички продуцент и предузетник. Троструки је добитник Награде Греми. Заслужан је за успех бројних извођача, међу којима и The Notorious B.I.G., Мери Џеј Блајџ и Ашер. У септембру 2024. ухапшен је под оптужбом за рекетирање, трговину људима и транспорт у сврху проституције.

## Биографија
Рођен је 4. новембра 1969. у Харлему, предграђу Њујорка. Одрастао је у Маунт Вернону, уз своју мајку која је радила као манекенка и помоћница професора, као и оца који је био у Америчком ратном ваздухопловству и сарадник осуђеног њујоршког дилера дроге Френка Лукаса. Са 33 године отац му је упуцан у парку, када је Шон имао две године. Уписао је Универзитет Хауард, али га је напустио после годину дана.

## Контроверзе
Крајем 2023. Коумсова бивша партнерка, певачица Кеси Вентура, поднела је вишемилионску тужбу против њега због сексуалног напаствовања, која је решена ван суда. У наредним данима, још три тужбе су поднели додатни тужиоци, са сличним наводима о недоличном понашању у распону од 1990. до 2003. После ових навода, разна предузећа и брендови су се одвојили од њега.
У септембру 2024. федерална велика порота на Менхетну га је оптужила за трговину људима, рекетирање и „стварање злочиначког подухвата у којем је злостављао, претио и приморавао жене и друге око себе да испуне његове сексуалне жеље, заштите његову репутацију и сакрију његово недолично понашање.”

## Дискографија

### Студијски албуми
- (1997)
- (1999)
- (2001)
- (2006)
- (2023)

### Заједнички албуми
- уз  (2010)